# Jugador Más Valioso de la LNB
El Jugador Más Valioso de la LNB es un premio otorgado anualmente por la Liga Nacional de Baloncesto al mejor jugador de la serie regular. La votación para el premio se celebra mayormente durante la fase semifinal de la liga. El premio es otorgado desde la temporada inaugural de la liga cuando se denominaba Liga Dominicana de Baloncesto (Lidoba por su acrónimo).
Eddie Elisma fue el primer jugador en ganar el premio y Alexis Montas fue el primer dominicano en ganarlo. El dominicano Gerardo Suero es el jugador que más veces ha recibido este premio con un total de 3 veces. Los Indios de San Francisco de Macorís es el equipo con más ganadores del premio con siete, mientras que los Cañeros del Este es segundo con cuatro ganadores del premio.

## Ganadores
|             | Su equipo se proclamó campeón de la liga ese mismo torneo         |
| Jugador (#) | Indica las veces que el jugador ha sido galardonado con el premio |

| Año   | Jugador                                    | Posición                                   | Nacionalidad                               | Equipo                                     | Ref.           |
| ----- | ------------------------------------------ | ------------------------------------------ | ------------------------------------------ | ------------------------------------------ | -------------- |
| 2005  | Eddie Elisma                               | Pívot                                      | Estados Unidos                             | Marineros de Puerto Plata                  | [ 1 ]          |
| 2006  | Alexis Montas                              | Pívot                                      | República Dominicana                       | Cañeros de La Romana                       | [ 2 ]          |
| 2007  | Juan Araujo                                | Ala-pívot                                  | República Dominicana                       | Panteras del Distrito Nacional             | [ 3 ]          |
| 2008  | Richard Ortega                             | Base                                       | República Dominicana                       | Indios de San Francisco de Macorís         | [ 4 ]          |
| 2009  | No hubo torneo                             | No hubo torneo                             | No hubo torneo                             | No hubo torneo                             | No hubo torneo |
| 2010* | Tyron Thomas                               | Alero                                      | Estados Unidos                             | Indios de San Francisco de Macorís         | [ 5 ]          |
| 2010* | Maurice Carter                             | Base                                       | Estados Unidos                             | Cañeros de La Romana                       | [ 5 ]          |
| 2011* | Juan Coronado                              | Base                                       | República Dominicana                       | Reales de La Vega                          | [ 6 ]          |
| 2011* | Eddie Basden                               | Base                                       | Estados Unidos                             | Cocolos de San Pedro de Macorís            | [ 6 ]          |
| 2012  | Robert Glenn (1)                           | Alero                                      | Estados Unidos                             | Indios de San Francisco de Macorís         | [ 7 ]          |
| 2013  | Gary Flowers                               | Alero                                      | Estados Unidos                             | Titanes del Licey                          | [ 8 ]          |
| 2014  | Gerardo Suero (1)                          | Escolta                                    | República Dominicana                       | Titanes del Distrito Nacional              | [ 9 ]          |
| 2015  | Reyshawn Terry                             | Ala-pívot                                  | Estados Unidos                             | Cañeros del Este                           | [ 10 ]         |
| 2016  | Robert Glenn (2)                           | Alero                                      | Estados Unidos                             | Metros de Santiago                         | [ 11 ]         |
| 2017  | Gerardo Suero (2)                          | Escolta                                    | República Dominicana                       | Indios de San Francisco de Macorís         | [ 12 ]         |
| 2018  | Gerardo Suero (3)                          | Escolta                                    | República Dominicana                       | Indios de San Francisco de Macorís         | [ 13 ]         |
| 2019  | Paris Bass                                 | Alero                                      | Estados Unidos                             | Indios de San Francisco de Macorís         | [ 14 ]         |
| 2020  | No hubo torneo por la pandemia de COVID-19 | No hubo torneo por la pandemia de COVID-19 | No hubo torneo por la pandemia de COVID-19 | No hubo torneo por la pandemia de COVID-19 |                |
| 2021  | Yeison Colomé                              | Escolta                                    | República Dominicana                       | Cañeros del Este                           | [ 17 ]         |
| 2022  | Juan Miguel Suero                          | Escolta                                    | República Dominicana                       | Indios de San Francisco de Macorís         | [ 18 ]         |
| 2023  | Gelvis Solano                              | Escolta                                    | República Dominicana                       | Reales de La Vega                          | [ 19 ]         |
| 2024  | Richard Bautista                           | Base                                       | República Dominicana                       | Titanes del Licey                          | [ 20 ]         |
| 2025  | Juan Guerrero                              | Ala-pívot                                  | República Dominicana                       | Metros de Santiago                         | [ 21 ] [ 22 ]  |

- En 2010 y 2011 hubo dos ganadores del premio, uno por cada circuito.